# Várzea Grande (Mato Grosso)
Várzea Grande is een gemeente in de Braziliaanse deelstaat Mato Grosso. De gemeente telt 274.013 inwoners (schatting 2017).

## Aangrenzende gemeenten
De gemeente grenst aan Acorizal, Cuiabá, Jangada, Nossa Senhora do Livramento en Santo Antônio de Leverger.

## Geboren
- Paulo Assunção (1980), voetballer